# Tratado Herrera-da Ponte Ribeiro
El Tratado Herrera-da Ponte Ribeiro (oficialmente Convención Fluvial sobre Comercio y Navegación) fue un convenio de comercio y navegación firmado el 23 de octubre de 1851 en Lima por el canciller peruano Bartolomé Herrera y el ministro plenipotenciario brasileño Duarte da Ponte Ribeiro. Este acuerdo, además de garantizar el derecho peruano de libre navegación por el río Amazonas, incluyó un acuerdo parcial de límites entre ambos países: la línea Apaporis-Tabatinga y el río Yavarí.

## Antecedentes

### El tratado de San Ildefonso
Los límites de las colonias españolas y portuguesas en América, inicialmente fijados por el tratado de Tordesillas, fueron modificándose a lo largo del tiempo debido a la expansión portuguesa a través de los ríos amazónicos. Este avance generó conflictos entre ambas potencias coloniales, lo que llevó a la firma de acuerdos para redefinir las fronteras, primero con el tratado de Madrid en 1750 y posteriormente con el tratado de San Ildefonso en 1777.
En 1781, como parte de estos esfuerzos, se reunió en Tabatinga la Comisión de Límites, integrada por el teniente coronel Teodósio Constantino de Chermont en representación de Portugal y Francisco de Requena y Herrera, gobernador de Maynas, en representación de España. Más tarde, Requena impulsaría la creación de una comandancia general en Maynas, bajo la jurisdicción del virreinato del Perú, con el objetivo de reforzar la defensa de los territorios españoles frente al avance portugués.

### Los acontecimientos previos
Tras las independencias de la República Peruana y el Imperio del Brasil, ambos países entablaron rápidamente relaciones diplomáticas. En 1826, con motivo del Congreso de Panamá, el canciller peruano José María Pando apoyó la asistencia de los representantes brasileños para negociar un tratado de amistad, navegación y comercio. Ese mismo año, el gobierno peruano nombró a José Domingo Cáceres como cónsul general en Río de Janeiro, quien propuso un tratado de límites, que nunca llegó a ser redactado. No obstante, el desinterés peruano posterior por sus posesiones amazónicas y el interés brasileño por el avance y consolidación de sus posesiones en los afluentes del Amazonas pospusieron la definición de la frontera.
Entre febrero de 1829 y abril de 1831, Duarte da Ponte Ribeiro ejerció como cónsul general y encargado de negocios en Lima, cargo al que fue nuevamente nombrado entre junio de 1836 y julio de 1841 en el Perú y Bolivia. Precisamente en el último año de su segunda misión diplomática, da Ponte Ribeiro negoció con el canciller peruano Manuel Ferreyros un primer Tratado de Comercio y Navegación que establecía, entre otras cosas, un reglamento sobre la base del uti possidetis de 1821. Sin embargo, este tratado nunca llegó a ser perfeccionado.
En la década siguiente, bajo los auspicios del gobierno de Ramón Castilla, inició la colonización peruana de sus territorios amazónicos, la exploración de los afluentes del río Amazonas, el aumento de las posiciones militares y el apoyo a los misioneros en la región. En marzo de 1851, Da Ponte Ribeiro fue nombrado nuevamente como ministro plenipotenciario y enviado especial en las Repúblicas del Pacífico (Chile, Bolivia, Nueva Granada y el Perú).

## El tratado
| Tratado Herrera-da Ponte Ribeiro (23 de octubre de 1851)    | Tratado Herrera-da Ponte Ribeiro (23 de octubre de 1851)                                        |
| ----------------------------------------------------------- | ----------------------------------------------------------------------------------------------- |
| [[File:BHerrera.jpg\|350px\|alt={{{Alt\|{{{descripción}}}]] | [[File:Anônimo - Retrato de Duarte da Ponte Ribeiro.jpg\|250px\|alt={{{Alt\|{{{descripción}}}]] |
| Bartolomé Herrera ( Perú)                                   | Duarte da Ponte Ribeiro ( Brasil)                                                               |

### El contexto
Las actividades de colonización peruanas convertían en urgente la necesidad de llegar a acuerdos con el Brasil. Así, durante el gobierno de José Rufino Echenique, el canciller peruano Bartolomé Herrera inició negociaciones con el nuevamente nombrado encargado de negocios brasileño Duarte da Ponte
Ribeiro. El propósito central de Herrera era lograr la libre navegación por el Amazonas, más aún considerando que el tratado de San Ildefonso atribuía dicho derecho en exclusiva a los brasileños.
Además, consideraba necesaria la amistad entre su país y el Brasil, en especial si el Perú necesitara de su apoyo si se recrudecían sus diferendos fronterizos con Nueva Granada, Ecuador y Bolivia. Así, como objetivo secundario, se planteó la definición de la cuestión de los límites.

### La convención fluvial
El 23 de octubre de 1851, ambos representantes firmaron una Convención Fluvial sobre Comercio y Navegación. En la primera parte del tratado, que los productos y embarcaciones que pasaren de uno a otro Estado por las fronteras y ríos comunes, estarían exentos de todo derecho, a que no estuvieren sujetos los mismos productos del propio territorio. También señala que ambos Estados se comprometen a proteger las empresas de navegación a vapor destinadas a navegar en el Amazonas, el que debe pertenecer exclusivamente a los respectivos Estados ribereños.

### El acuerdo limítrofe
En la segunda parte del tratado (artículo 8), se reconoció el principio del uti possidetis y se delimitó el primer tramo de la frontera de ambos países: una línea recta desde la desembocadura del río Apaporis en el río Yapurá hasta Tabatinga (la línea Apaporis-Tabatinga) y el río Yavarí.
Para precaver dudas respecto de la Frontera mencionada, en las estipulaciones de la presente Convención; aceptan las altas partes contratantes el principio uti possidetis conforme al cual serán arreglados los límites entre la República del Perú y el Imperio del Brasil; por consiguiente reconocen, respectivamente, como frontera de la población de Tabatinga, y de ésta para el Norte la línea recta que va a encontrar de frente al río Yapurá en su confluencia con el Apaporis, y de Tabatinga para el Sur el río Yavary, desde su confluencia con el Amazonas.

## Delimitación de la frontera

### La exploración del río Yavarí

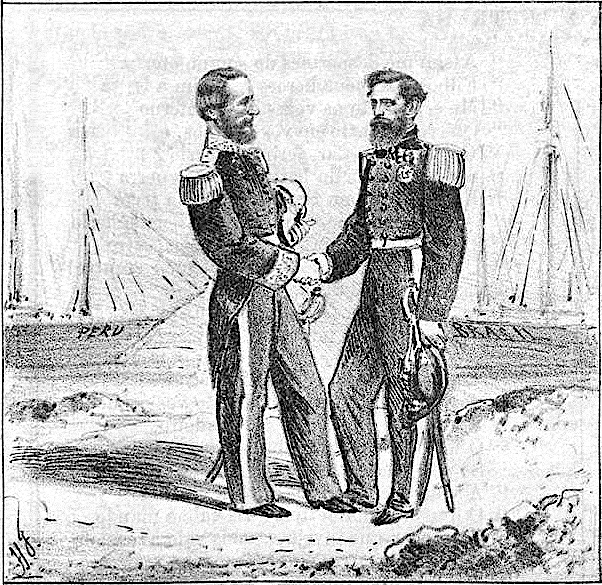
Francisco Carrasco (representante peruano) y José da Costa Azevedo (representante brasileño), integrantes de la primera comisión demarcadora.

La Comisión Mixta de Demarcación de Límites entre Brasil y Perú se organizó en 1861, designando como representantes a José da Costa Azevedo y Francisco Carrasco. Tras las conferencias preliminares, la comisión se reunió en la ciudad brasileña de Tabatinga en 1866, donde establecieron los primeros hitos fronterizos con el departamento peruano de Loreto. La exploración del río Yavarí fue encomendada a los comisionados João Soares Pinto y Manuel Rouaud y Paz Soldán. Sin embargo, los trabajos de demarcación fueron interrumpidos debido a los ataques de los nativos de la región, lo que resultó en la muerte de Soares Pinto y heridas graves para Rouaud y Paz Soldán.
En 1871, la comisión peruano-brasileña se reunió nuevamente, con Rouaud y Paz Soldán y Antonio Luis von Hoonholtz como representantes de Perú y Brasil, respectivamente. Al año siguiente, Paz Soldán falleció tras explorar la desembocadura del río Apaporis en el Caquetá, siendo reemplazado por Guillermo Black. Entre enero y mayo de 1874, Black y von Hoonholtz completaron la exploración del río Yavarí hasta el punto donde les fue imposible continuar. El 14 de marzo, estimaron el origen del río en las coordenadas 7°1′17″S 74°8′27″O / -7.02139, -74.14083 y colocaron un hito fronterizo con las inscripciones:
Viene de la boca del Yavarí.
Sigue el arroyo de San Antonio.

### La delimitación de la línea Apaporis-Tabatinga
El 28 de julio de 1866, Carrasco y da Costa Azevedo se reunieron en Tabatinga para iniciar la delimitación de la línea fronteriza, que partía de la boca del río Yavarí hasta la desembocadura del río Apaporis en el Yapurá. Acordaron que la desembocadura del arroyo San Antonio sería el punto de inicio de la línea divisoria, la cual seguiría una línea imaginaria hasta encontrar el río Yapurá. Colocaron un hito con la inscripción:
Sigue la frontera al norte hasta el Yapurá, en la línea que va á encontrar la boca del Apaporis.
En una nueva reunión de la comisión peruano-brasileña, el 25 de agosto de 1872, Rouaud y Paz Soldán y von Hoonholtz se encontraron en la boca del Apaporis, donde calcularon las coordenadas 1°31′20″S 69°24′25″O / -1.52222, -69.40694. En las cercanías, colocaron un hito fronterizo con la inscripción:
Viene del origen del riachuelo de San Antonio, cerca de Tabatinga, cortando el río Putumayo en un lugar donde se ha colocado otro marco semejante.
El 26 de julio de 1873, Black y von Hoonholtz calcularon el punto astronómico donde la línea Apaporis-Tabatinga corta el río Putumayo, determinando las coordenadas 2°53′12″S 69°10′28″O / -2.88667, -69.17444. En las inmediaciones, en la margen derecha del Putumayo, colocaron un hito fronterizo con la siguiente inscripción:
Viene de la vertiente del igarapé de San Antonio de Tabatinga: sigue en la misma dirección 10° 20' 30" 2 N E. verdadero, al marco de la margen izquierda colocado en el lugar que indica el plano, i de allí al marco del Yapurá.
El 31 de julio, en la margen izquierda del Putumayo, se colocó otro hito con la inscripción:
Viene la frontera por la madre ó álveo de este río desde el marco definitivo de la margen derecha colocado ya en la barranca de Cotuhé, pasando por el canal formado por las dos islas de la primera curva. Sigue en el mismo rumbo 10° 20' 30" 2 NE. hasta el otro marco de la margen derecha del río Yapurá.
Los comisarios determinaron que la línea fronteriza cruzaba dos veces el Putumayo entre los hitos colocados en ambas márgenes. Esta línea geodésica generó una curva al oeste para Perú y otra al este para Brasil. Para resolver posibles discrepancias, se acordó un tratado de intercambio de dos zonas territoriales a la izquierda y derecha del Putumayo, tomando como límite el álveo del río en lugar de la línea geodésica imaginaria.

## Controversias

### Conflictos limítrofes

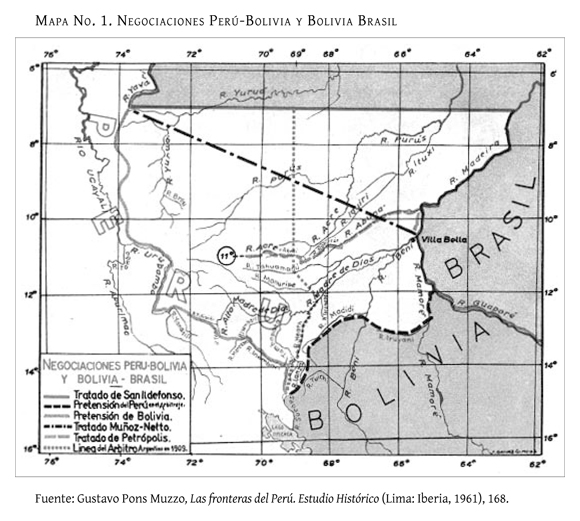
Territorios en disputa entre el Perú, Brasil y Bolivia.

Terminados los trabajos de la comisión demarcadora nombrada en conformidad al artículo 3° del tratado de 1851, se ha dado cumplimiento a una de las más importantes estipulaciones de ese pacto internacional. Justo motivo hay, pues, para que se congratulen, tanto el Gobierno de la República como el de S.M. Imperial por el resultado obtenido en bien de ambos países cuyos límites quedan así fijados de un modo práctico y sobre el terreno de toda la extensión comprendida entre la confluencia del río Apaporis en el río Yapurá y las vertientes del Yavarí.
Pero V. E. no ignora que el Tratado de 1851 en lo que se refiere a la demarcación de límites entre ambos países es deficiente; pues, si bien los precisa hasta las indicadas vertientes, nada dice más allá de ese punto, dejando, por consiguiente, incompleta la obra de cerrar el cuadro con el imperio hasta encontrar los límites con Bolivia.
– Nota del canciller peruano José de la Riva Agüero al plenipotenciario brasileño Filipe José Pereira Leal